# هاوشكا
فولكر بيرتلمان (مواليد 1966) هو عازف بيانو وملحن ألماني، قام بعزف موسيقى فيلم كل شيء هادئ على الجبهة الغربية.

## روابط خارجية
- فولكر بيرتلمان على موقع IMDb (الإنجليزية)
- فولكر بيرتلمان على موقع روتن توميتوز (الإنجليزية)
- فولكر بيرتلمان على موقع مونزينجر (الألمانية)
- فولكر بيرتلمان على موقع ميوزك برينز (الإنجليزية)
- فولكر بيرتلمان على موقع ميوزك برينز (الإنجليزية)
- فولكر بيرتلمان على موقع أول ميوزيك (الإنجليزية)
- فولكر بيرتلمان على موقع أول ميوزيك (الإنجليزية)
- فولكر بيرتلمان على موقع ديسكوغز (الإنجليزية)
- فولكر بيرتلمان على موقع ديسكوغز (الإنجليزية)
- فولكر بيرتلمان على موقع ديسكوغز (الإنجليزية)